# Prințesa Elisabeta a Regatului Unit
Prințesa Elisabeta (22 mai 1770 – 10 ianuarie 1840) a fost membră a familiei regale britanice, al șaptelea copil și a treia fiică a regelui George al III-lea al Regatului Unit și a reginei Charlotte.

## Primii ani
Prințesa Elisabeta s-a născut la Palatul Buckingham, Londra la 2 mai 1770. Tatăl ei era regele George al III-lea, fiul cel mare al lui Frederic, Prinț de Wales și al Augustei de Saxa-Gotha. Mama ei era regina Charlotte (născută Prințesa Charlotte de Mecklenburg-Strelitz). A fost botezată la Palatul St. James, la 17 iunie 1770 de Frederick Cornwallis, arhiepiscop de Canterbury.  Nașii ei au fost: Prințul de Hesse-Cassel, Prințesa de Nassau-Weilburg și Prințesa Moștenitoare a Suediei.

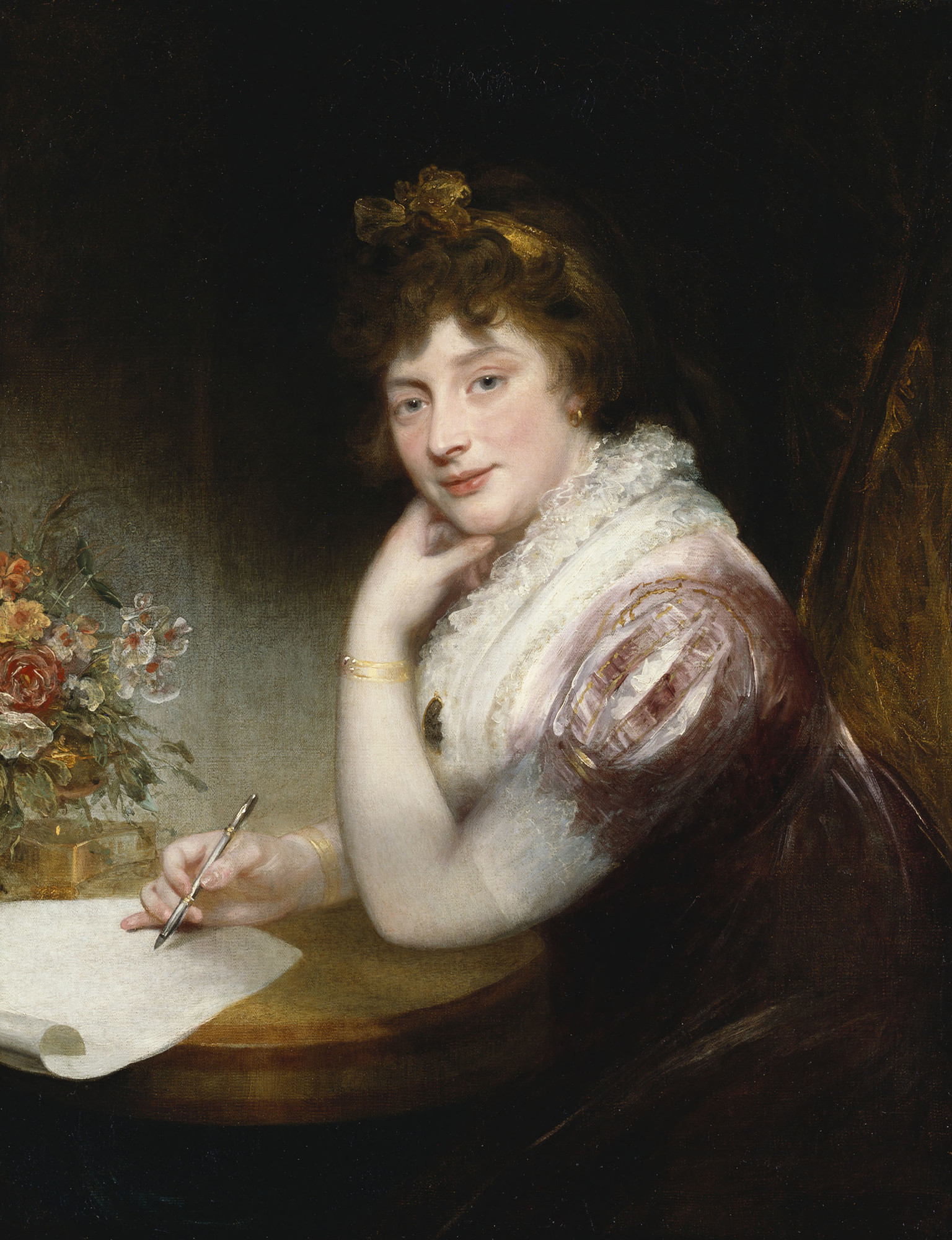
Prințesa Elisabeta, portret de Sir William Beechey (1797)

Prințesa a fost foarte protejată și și-a petrecut majoritatea timpului cu părinții și surorile ei. Regele George și regina Charlotte și-au dorit să-și țină la adăpost copiii, în special fetele. Cu toate acestea, în 1812, Prințesa Elisabeta a cumpărat ca reședința sa privată, Old Windsor în Berkshire.

## Căsătorie
În timpul unui bal la curtea britanică, în 1814, Elisabeta l-a cunoscut pe prințul german  Frederick de Hesse-Homburg. Când Elisabeta a văzut ofițerul austriac în eleganta uniformă de husar, a spus: "dacă e singur, mă mărit cu el". Împotriva tuturor rezistențelor, nunta a avut loc la 7 aprilie 1818 la Palatul Buckingham. 
N-a fost chiar o căsătorie din dragoste deși a existat înțelegere și respect; de fapt, a fost un aranjament cu care amândoi au fost satisfăcuți. Elisabeta a putut să scape de mediul de acasă, prin mutarea în Germania cu soțul ei, și Frederick a câștigat multe avantaje prin alianța cu familia regală britanică.
La 20 ianuarie 1820, Frederick i-a succedat tatălui său ca landgraf de Hesse-Homburg. Mulțumită zestrei Elisabetei și venitului anual a putut redecora palatul din Homburg.
Elisabeta a murit la 10 ianuarie 1840 la vârsta de 69 de ani la Frankfurt am Main, Hesse, Germania, fără să aibă copii. A fost înmormântată la Homburg, Germania.